# Покров (Гагарінський район)
Покров (рос. Покров) — присілок Гагарінського району Смоленської області Росії. Входить до складу Покровського сільського поселення.
Населення — 280 осіб. 